# Ryska inbördeskriget
Ryska inbördeskriget (1917–1922) var ett krig som utspelades efter att den ryska provisoriska regeringen genom oktoberrevolutionen upplösts och ersatts  av en ny under dominans av bolsjevikpartiet. Sovjetiska styrkor tog först makten i Petrograd (Sankt Petersburg) och fick därefter kontroll över hela Ryssland.
De huvudsakliga striderna skedde mellan den bolsjevikiska Röda armén, ofta i tillfälliga allianser med andra vänsterorienterade prorevolutionära grupper och med styrkorna i Vita armén, de löst allierade antibolsjevikiska styrkorna. Många utländska arméer krigade mot Röda armén, i synnerhet de allierade styrkorna, och många frivilliga utlänningar kämpade på båda sidor av det ryska inbördeskriget. Det polsk-sovjetiska kriget ses ofta som en krigsskådeplats i konflikten. Andra nationalistiska och regionala politiska grupper deltog också i kriget, inklusive den nationalistiska ukrainska Gröna armén, anarkistiska ukrainska Svarta armén och Svarta gardet, och krigsherrar som Roman Ungern von Sternberg.
De mest intensiva striderna ägde rum 1918-1920. Större militära operationer avslutades den 25 oktober 1922 när Röda armén ockuperade Vladivostok som tidigare innehades av den provisoriska Priamurregeringen. Den sista enklaven av de vita styrkorna var distriktet Ajano-Majskij på Stillahavskusten, där general Anatolij Pepeljajev inte kapitulerade förrän den 17 juni 1923.
I sovjetisk historieskrivning har tidsperioden av inbördeskriget traditionellt definierats som 1918-1921, men krigets skärmytslingar sträckte sig faktiskt från 1917 till 1923.

## I perioder

### Första perioden
Den första perioden varade från revolutionen fram till vapenstilleståndet. Konflikten inleddes med att många grupper och partier redan från början inte erkände den nya regeringen och det uppstod lokala maktcentra - exempelvis tog general Aleksej Kaledin statsmakten i kosackernas länder runt Don. Freden i Brest-Litovsk ledde till att den västerländska alliansen invaderade Ryssland, och att militärer sattes in mot bolsjevikregeringen.
Större delen av stridigheterna under den första perioden var sporadiska strider, och involverade då enbart mindre grupper, vilket innebar många snabba skiften av stridsplats och strategi. Bland antagonisterna var tjeckerna, kända som tjeckiska legionen eller de vita tjeckerna (Белочехи, Belotjechi), polacker och de probolsjevikiska lettiska skyttarna.
Lenin förvånades över krigsutbrottet och underskattade till en början sina motståndares vidd och styrka.

### Andra perioden
Den andra perioden av kriget var dess nyckeltidpunkt, och varade mellan januari och november 1919. Till en början avancerade de vita arméerna från söder (under Denikin), från öster (under Koltjak) och från nordväst (under Judenitj), och mötte framgång, de lyckades trycka tillbaka den röda armén på alla fronter. Lev Trotskij reformerade sedan den röda armén, som tryckte tillbaka Koltjaks trupper i juni och Denikins och Judenitjs i oktober. Stridsstyrkan hos de vita arméerna var nästan helt borta i mitten av november. Vad som också spelade de röda i händerna, var att de vita styrkornas ledare inte var helt eniga vare sig i hur kriget skulle föras eller beträffande vilka mål kriget hade.

### Tredje perioden
Den sista perioden av kriget var belägringen av de sista vita trupperna i Krim. Wrangel hade samlat resterna av Denikins arméer och de hade befäst sig på Krim. De höll dessa positioner tills den röda armén återvände från Polen, där de hade utkämpat polsk-sovjetiska kriget från 1919 eller tidigare. När den röda arméns fulla styrka riktades mot de vita blev de snart överväldigade, och de sista trupperna evakuerades till Konstantinopel i november 1920.
Kommunisterna stod således slutligen som segrare i Ryssland, men även om de förutom det egentliga Ryssland och Sibirien även lyckades återta kontrollen över såväl Centralasien, Ukraina som Transkaukasus, så tvingades de acceptera att Rysslands gränser hade flyttats tillbaka jämfört med tsarens välde: Finland, Estland, Lettland, Litauen och Polen hade blivit självständiga och Rumänien hade vunnit en del tidigare ryskt territorium. Den nya sovjetstaten stod också länge isolerad i den internationella politiken.